# Olivier Magne
Olivier Claude Magne (Aurillac, 11 aprile 1973) è un ex rugbista a 15 e allenatore di rugby a 15 francese, già flanker di Dax, Brive e London Irish, nonché titolare in nazionale francese per 10 anni; dopo la carriera agonistica è divenuto allenatore e commentatore sportivo televisivo.

## Biografia
Proveniente dallo Stade Aurillacois CA, club della sua città natale, esordì nel rugby di vertice nel 1992 nelle file del Dax, in cui rimase 5 stagioni nel corso delle quali rappresentò anche la Francia a livello internazionale (fu campione del mondo giovanile FIRA nel 1992 e vincitore dei Giochi del Mediterraneo 1993).
Esordì con la Francia maggiore nel corso del Cinque Nazioni 1997, il primo di nove tornei di cui otto consecutivi fino al 2004, e realizzò il Grande Slam già alla sua prima prova; vinse altri quattro tornei, tre dei quali con altrettanti ulteriori Grandi Slam.
Nel 1997 si trasferì al Brive, in cui rimase due stagioni e, nel 1999, al Montferrand (poi Clermont-Auvergne), contemporaneamente alla convocazione alla Coppa del Mondo in Galles, in cui disputò 6 incontri e giunse fino alla finale, poi persa contro l'Australia.
Quattro anni più tardi partecipò alla Coppa del Mondo di rugby 2003 in Australia, sempre con 6 incontri e il 4º posto finale.
Terminò la carriera in Inghilterra ai London Irish, squadra nella quale militò nel biennio 2005/07, per poi passare alla carriera tecnica.
Da allenatore ha guidato il Brive nella stagione 2007-08, subentrando dopo due giornate di campionato; al termine del torneo si dimise dal suo incarico.
Alla fine del 2009 accettò l'incarico dapprima di consulente della Federazione rugbistica greca e, in seguito, di Commissario Tecnico della Nazionale maggiore. per poi dimettersi dopo pochi incontri nel 2010 per assumere la conduzione tecnica della Nazionale A francese in coppia con Fabien Pelous.